# ناآرامی‌های ۲۰۱۴ اورشلیم
انتفاضه سوم یا انتفاضه ساکت به سومین نبرد ارتش اسرائیل و فلسطین و درگیری‌های مربوط به شهرک‌سازی اسرائیل در کرانه باختری رود اردن گفته می‌شود. این نبرد در سال ۲۰۱۴ آغاز شد و مربوط به بازپس گیری اورشلیم به‌طور کاملاً انحصاری دارد. از زمان جنگ شش روزه، فلسطینیان دو بار دیگر به‌طور رسمی در برابر اسرائیل قد علم کردند انتفاضه یک واژه عربی است و به معنای لرزش می‌باشد. از زمان شروع انتفاضه بیش از ۳۰۰ فلسطینی کشته و ۴۰۰۰۰ نفر بازداشت شدند. اما ظاهراً حماس و حزب‌الله تمایلی برای شروع انتفاضه سوم به‌طور رسمی و جنگ مسلحانه متقابل ندارند.